# Галант, Ефим Исарович
Ефим Исарович Галант (1913—1997) — учёный-технолог, специалист в области разработки составов и технологии оптических и лазерных стекол, лауреат Государственной премии СССР (1974).

## Биография
Родился в Бобруйске. Окончил Московский химико-технологический институт им. Д. И. Менделеева по специальности «химия и технология стекла» (1937).
В 1937—1963 гг. работал на Ленинградском заводе оптического стекла, основная должность — начальник центральной заводской лаборатории (ЦЗЛ). В годы Великой Отечественной войны — главный технолог, готовил место для эвакуации завода, осуществлял пуск и наладку предприятия в качестве начальника цеха (1942) и главного инженера (1943 −1945).
С 1963 — старший научный сотрудник Государственного оптического института им. С. И. Вавилова.
Разработал составы и технологии бесцветных оптических стекол различного назначения и бесториевых лантановых стекол лазерного назначения.
Кандидат технических наук (1956, тема диссертации «Влияние некоторых огнеупоров на пузырность многобариевых стекол»). Автор около 100 научных трудов и 30 изобретений. Более 100 разработанных им стекол внесено в Каталог оптического стекла СССР. 

## Награды
- орден Красной Звезды (1946)
- медали.
- Государственная премия СССР (1974) — за разработку оптических квантовых генераторов на неодимовом стекле и освоение их серийного производства.